# Closer in distance
Closer in distance is een artistiek kunstwerk in Amsterdam-Centrum.
Amsterdam kent sinds 2016 het HIV/AIDSmonument van Jean-Michel Othoniel, staande aan De Ruijterkade. Het stond er amper vijf jaar toen de gemeente Amsterdam werkzaamheden aan deze kade van het IJ moest verrichten; er moest een nieuwe pontsteiger gebouwd worden. Daarbij stond het monument in de weg; het moest verwijderd worden. Om de plek en HIV-slachtoffers toch in gedachten te houden werden mupi's neergezet, die naar het beeld verwijzen.
Gelijktijdig werd het kunstwerk Closer in distance van Judith de Leeuw geplaatst. De Leeuws werk bestaat uit een drieluik van drie vrijwel identieke afbeeldingen, bij nadere beschouwing blijken dat de handen steeds meer verstrengeld raken. Ze reiken naar elkaar door het verband heen. Het staat voor ziekte die zowel isoleert als samenbrengt of zoals het begeleidende bord omschrijft: 
Dit werk viert de liefde die groeit aan de rand van der afgrond.
De Leeuw maakte het werk na een aantal gesprekken met mensen die vrienden of familie hadden verloren aan aids. De afbeeldingen zijn gezet op schermen, die tegelijkertijd als schutting dienen. Financiële bijdragen kwamen van de gemeente, Stichting NamenProject en het Aidsfonds. Het werk, in tien dagen vervaardigd van foto’s, computerschets naar canvas, werd in Heerlen gemaakt en werd per laadtruck naar Amsterdam vervoerd en in de nacht van 5 op 6 maart 2021 op haar plek gehesen. Het zal er staan totdat de kade weer opgeleverd wordt. De werkzaamheden zouden volgens planning ruim een jaar duren (november 2020 tot en maart 2022).